# Colorado State Highway 83
Der Colorado State Highway 83 ist ein in Nord-Süd-Richtung verlaufender State Highway im US-Bundesstaat Colorado.
Der State Highway beginnt am Colorado State Highway 115 südlich von Colorado Springs und endet nach 124 Kilometern in Denver am Colorado State Highway 2. Dabei führt der State Highway durch die ländlichen Gebiete von Franktown.